# Jordan Harris
Jordan Harris (Iron City, 9 oktober 1997) is een Amerikaans basketballer.

## Carrière
Harris speelde collegebasketbal voor de Georgia Bulldogs van 2016 tot 2020. In 2021 tekende hij een contract bij Glasgow Rocks in de Britse hoogste klasse. Aan het einde van het seizoen speelde hij een aantal wedstrijden voor de La Vega Reales uit de Dominicaanse Republiek. Voor het seizoen 2022/23 tekende hij een contract bij het Poolse Arka Gdynia. In februari 2023 tekende hij een contract bij Kangoeroes Mechelen als vervanger van de vertrokken Larry Thomas. Eind augustus 2023 tekende hij bij Brussels Basketball waarmee hij opnieuw uitkwam in de BNXT League.
Hij tekende voor het seizoen 2024/25 bij de Italiaanse eersteklasser Pallacanestro Varese. In december 2024 ging hij spelen voor Real Sebastiani Rieti.